# Oliver Stilling
Oliver Stilling (født 11. januar 1974) er en dansk journalist, redaktør og kulturskribent.
Oliver Stilling har siden 1998 skrevet for en række landsdækkende danske dagblade. Uddannet på Danmarks Journalisthøjskole og Dagbladet Information, hvor han gjorde sig bemærket med originale reportager fra det danske samfunds krinkelkroge.[kilde mangler] I 2001 skrev Oliver Stilling afsluttende hovedopgave med titlen Hellere en travhest end et par nye sko – en næsten 7.000 ord lang fortælling om dansk travsports storhed og fald, som senere blev trykt i Information som en af avisens længste artikler nogensinde.[kilde mangler]
I 2002 ansat på kulturredaktionen på dagbladet Dagen og i 2003 redaktør på den populære radioudsendelse Bertelsen på P1, med Mikael Bertelsen som vært. Siden har Oliver Stilling skrevet for månedsmagasinet Euroman og Filmmagasinet Ekko. I 2006 ansat på Politikens søndagsredaktion. I 2007 medredaktør på talkshowet den 11. time på Danmark Radios DR2. Skrev samme år den faste ugentlige klumme OmStilling på bagsiden af Information. Er desuden bidragyder til antologierne Hvordan, mand (Tiderne Skifter, 2000) og Arvefjender – klassiske fodboldopgør i Europa (People's Press, 2004). Siden 2009 bagsideredaktør på Politiken. I maj 2015 forlod han Politiken og var med til at stifte nyhedsmagasinet Føljeton, hvor han siden 2019 har redigeret kunstmagasinet Et hul i markedet. [kilde mangler]

## Artikler
København – en fast, ugentlig klumme i Information (2004-2005).
OmStilling – en klumme hver lørdag på bagsiden af Information (2007- ).
Diverse artikler i Cover Magazine i 2007-2008, blandt andet et langt interview med balletmester Nikolaj Hübbe i et specialtillæg, april 2008, se http://www.billedbladet.dk/Kendte/Nyheder/2008/4/Hubbe%20fejres%20i%20fototillaeg.aspx Arkiveret 4. august 2008 hos  Wayback Machine

## Radio
Bertelsen på P1 (2003), redaktør.

## TV
Den 11. time på DR2 (2007), medredaktør.

## Udgivelser
Hvordan, mand (Tiderne Skifter, 2000), bidragsyder
Arvefjender – klassiske fodboldopgør i Europa (People's Press, 2004), bidragyder.

## Priser
Den spanske radiopris Premios Ondas for Bertelsen på P1 (sammen med Mikael Bertelsen).

## Familie
Søn af billedhuggeren Kenn André Stilling (født 1945).